# 漢興 (加利福尼亞州)
漢興（英語：Hannchen）是位於美國加利福尼亞州莫多克縣的一個非建制地區。該地的面積和人口皆未知。

## 地理
漢興的座標為41°50′25″N 121°24′16″W / 41.84028°N 121.40444°W，而該地的平均海拔高度為1233米（即4045英尺）。